# Jorge Sclavo
Jorge Sclavo (* 1. Oktober 1936 in Montevideo; † 31. Juli 2013 ebenda) war ein uruguayischer Schriftsteller, Librettist, Journalist und Humorist.
Jorge „Cuque“ Sclavo arbeitete für die Marcha, El Popular, Peloduro, El Dedo, Brecha, Guambia, Jaque, La Democracia und die Zeitschrift des Hot Club de Montevideo. Für Marcha und Peloduro verfasste er humoreske Texte. Auch war er Kolumnist der Búsqueda. Sclavo schuf das Libretto zu La Pensión 64, einem humoristischen Programm des Radio Carve. Auch war er 1975 als Librettist für den Fernsehsender Canal 10 tätig. Von 1966 bis 1971 wirkte er als Regisseur, Schauspieler und Arrangeur im Club de Teatro und im Teatro Circular. Zwölf Jahre lang arbeitete er zudem in der Werbebranche für das Unternehmen „Grey“. 1977 und 1979 erhielt er für seine dortige Tätigkeit mit dem Premio Nacional de Publicidad den nationalen Werbepreis der El País. Sclavo verfasste Ende der 1980er und Anfang der 1990er Jahre auch einige Bücher mit humoreskem Hintergrund. Dies waren Petiso Larrosa Ilustrado, Los bleques del Cuque, Los tangos del Cuque, El quiosco del Cuque, Encyclopaedia Cuques (Diet), Los abominables Cuques und Cuque contraataca.
Sclavo schrieb zudem drei prämierte Romane. Für die Novelle Un lugar para Piñeiro wurde er 1966 mit dem Ersten Preis der Feria Nacional de Libros y Grabados ausgezeichnet. 1972 erhielt er den Preis des uruguayischen Bildungs- und Kultusministeriums für Primer cielo, primera tierra. 1985 wurde ihm für De los espejos y lo feroces que son der Preis der Intendencia Municipal von Montevideo verliehen.

## Werke
- Un lugar para Piñeiro. Roman. 1966.
- Primer cielo, primera tierra. Roman. 1972.
- De los espejos y lo feroces que son. Roman. 1985.
- Petiso Larrosa Ilustrado. 1987.
- Los bleques del Cuque.1988.
- Los tangos del Cuque. 1990.
- El quiosco del Cuque. 1991.
- Encyclopaedia Cuques (Diet). 1992.
- Los abominables Cuques. 1993.
- Cuque contraataca. 1994.